# Augsburg Messe
Augsburg Messe – przystanek kolejowy w Augsburgu, w kraju związkowym Bawaria, w Niemczech. Znajdują się tu 2 perony.